# U
U je 27. slovo hrvatske abecede. Označava stražnji visoki samoglasnik. Također je:
- prijedlog koji označava mjesto (uz lokativ) i cilj (uz akuzativ)
- u glagoljici oznaka za broj 400
- u kemiji znak za uran(ij)
- u kemiji i fizici znak za unificiranu atomsku masu, mjernu jedinicu atomske mase

## Povijest
Razvoj slova „U” moguće je pratiti tijekom povijesti:
| Protosemitsko waw | Feničko waw | Grčko ipsilon | Etruščansko V | Rimsko V | Rimsko U |
| Protosemitsko waw | Feničko waw | Grčko ipsilon | Etruščansko V | Rimsko V | Rimsko U |